# Sha’Keela Saunders
Sha’Keela Saunders (ur. 18 grudnia 1993 w Elizabeth City) – amerykańska lekkoatletka specjalizująca się w skoku w dal.
Mistrzyni młodzieżowego czempionatu NACAC w Kamloops (2014). W 2015 zdobyła brązowy medal podczas igrzysk panamerykańskich oraz stanęła na najniższym stopniu podium mistrzostw NACAC w San José.
Medalistka mistrzostw NCAA.
Rekordy życiowe: stadion – 6,90 (30 maja 2021, Chula Vista) / 6,92w (24 czerwca 2017, Sacramento); hala – 6,90 (10 marca 2017, College Station).

## Osiągnięcia
| Rok  | Impreza                       | Miejsce  | Lokata            | Wynik |
| ---- | ----------------------------- | -------- | ----------------- | ----- |
| 2014 | Młodzieżowe mistrzostwa NACAC | Kamloops | 1. miejsce        | 6,40  |
| 2015 | Igrzyska panamerykańskie      | Toronto  | 3. miejsce        | 6,66  |
| 2015 | Mistrzostwa NACAC             | San José | 3. miejsce        | 6,57  |
| 2017 | Mistrzostwa świata            | Londyn   | el. – 21. miejsce | 6,32  |
| 2018 | Mistrzostwa NACAC             | Toronto  | 1. miejsce        | 6,60  |
| 2019 | Mecz Europa – USA             | Mińsk    | 7. miejsce        | 6,39  |
| 2019 | Mistrzostwa świata            | Doha     | 9. miejsce        | 6,54  |